# 후안 룰포

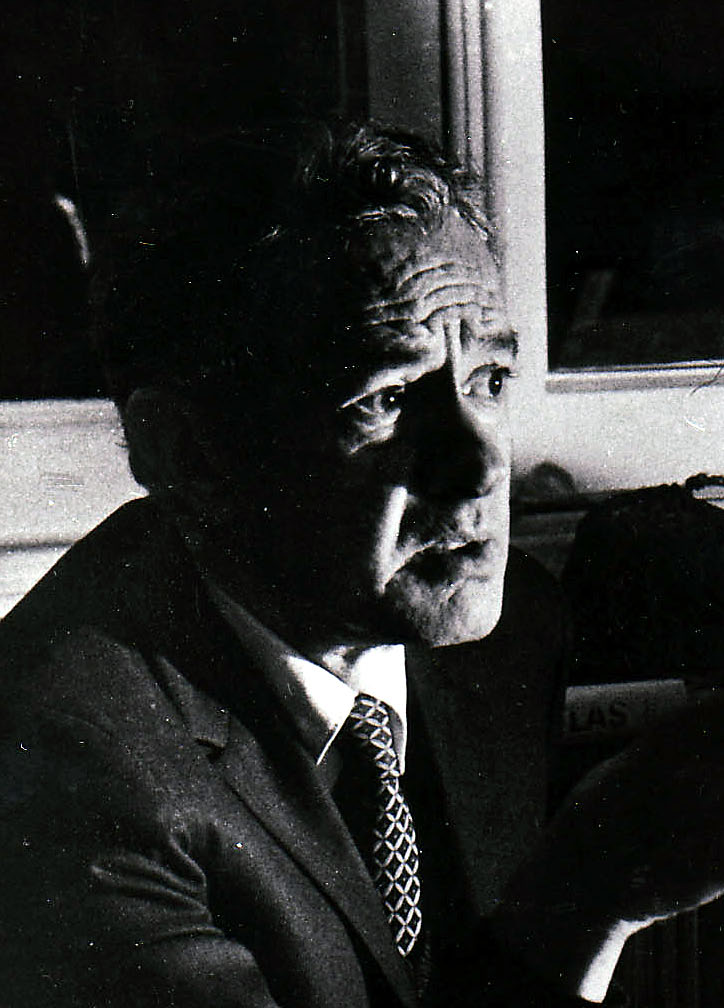

후안 룰포(Juan Rulfo, 1917년 5월 16일 – 1986년 1월 7일)은 멕시코 작가, 시나리오 작가 및 사진 작가다. 그는 두 개의 문학 작품인 1955년 소설 Pedro Páramo 와 단편 소설 El Llano en llamas (1953)로 가장 잘 알려져 있다. 이 컬렉션에는 인기있는 이야기 "¡Diles que no me maten!"이 포함되어 있다. ("나를 죽이지 말라고 전해!" ).
글을 쓰기 시작한 것은 대학에서였다. 1944년에 Rulfo는 문학 저널 Pan을 공동 창립했다. 나중에 그는 이민 요원으로서 경력을 쌓고 멕시코 전역을 여행할 수 있었다. 1946년 그는 Goodrich-Euzkadi 의 감독으로 시작했지만 온화한 기질로 인해 도매 여행 판매 대리점으로 일하는 것을 선호했다. 이로 인해 그는 1952년 회사 차량용 라디오를 요청한 이유로 해고될 때까지 멕시코 남부 전역을 여행해야 했다.

룰포는 Centro Mexicano de Escritores에서 펠로우십을 취득했다.  1952년에서 1954년 사이에 그곳에서 그는 두 권의 책을 쓸 수 있었다.
첫 번째 책은 거칠게 사실적인 단편 소설 El Llano en llamas (1953)의 모음이었다. 이야기는 멕시코 혁명과 크리스테로 전쟁 당시의 시골 멕시코에서의 삶을 중심으로 이루어졌다. 가장 잘 알려진 이야기 중에는 "¡Diles que no me maten!"이 있다. ("나를 죽이지 말라고 말하라!") 사형 선고를 받은 사람이 약 40명을 죽인 사람의 아들인 대령의 명령에 의해 체포된 한 노인에 대한 이야기다. 몇 년 전 이야기에는 토지 권리 및 토지 사용과 같은 멕시코 혁명에 중요한 주제뿐만 아니라 성서의 가인과 아벨 주제의 에코가 포함되어 있다.
두 번째 책은 Pedro Páramo (1955)로, Juan Preciado라는 이름의 남자가 최근에 돌아가신 어머니의 고향인 Comala로 가서 아버지를 찾으러 여행을 가다가 문자 그대로의 유령 도시를 우연히 발견하게 된다. 스펙트럼 수치. 처음에 이 소설은 비평가들의 찬사를 받았고 처음 4년 동안 단 2,000부만 팔렸다. 그러나 나중에 이 책은 높은 평가를 받았다. Páramo는 가브리엘 가르시아 마르케스 같은 라틴 아메리카 작가들에게 중요한 영향을 미쳤다. Pedro Páramo는 30개 이상의 언어로 번역되었으며 영어 버전은 미국에서 백만 부 이상 판매되었다.
1. ↑  Smith, Verity (1997). 《Encyclopedia of Latin American Literature》. Chicago: Fitzroy Dearborn Publishers. 733쪽. ISBN 1-884964-18-4. 2015년 4월 17일에 확인함.